# Segala (Tanzania)
Segala è una circoscrizione rurale (rural ward) della Tanzania situata nel distretto di Chamwino, regione di Dodoma. Conta una popolazione di 12 791 abitanti (censimento 2012).